# Maroc aux Jeux olympiques d'été de 2016
Le Maroc participe aux Jeux olympiques d'été de 2016 à Rio de Janeiro au Brésil du 5 au 21 août 2016. Il s'agit de sa 14e participation à des Jeux d'été.

## Athlétisme

### Hommes

#### Courses
| Athlètes              | Compétitions         | Série          | Série | Demi-finales  | Demi-finales | Finale          | Finale  |
| Athlètes              | Compétitions         | Temps          | Rang  | Temps         | Rang         | Temps           | Rang    |
| --------------------- | -------------------- | -------------- | ----- | ------------- | ------------ | --------------- | ------- |
| Aziz Ouhadi           | 100 mètres           | 10 s 34        | 6e    | Éliminé       | Éliminé      | Éliminé         | Éliminé |
| Mostafa Smaili        | 800 mètres           | 1 min 49 s 29  | 2e    | 1 min 45 s 78 | 5e           | Éliminé         | Éliminé |
| Abdelati El Guesse    | 800 mètres           | DNF            | /     | Éliminé       | Éliminé      | Éliminé         | Éliminé |
| Abdalaati Iguider     | 1 500 mètres         | 3 min 38 s 40  | 3e    | 3 min 40 s 11 | 6e           | 3 min 50 s 58   | 5e      |
| Brahim Kaazouzi       | 1 500 mètres         | 3 min 47 s 39  | 6e    | 3 min 48 s 66 | 13e          | Éliminé         | Éliminé |
| Fouad Elkaam          | 1 500 mètres         | 3 min 39 s 51  | 6e    | 3 min 40 s 93 | 9e           | Éliminé         | Éliminé |
| Younès Essalhi        | 5 000 mètres         | 13 min 41 s 41 | 14e   | NC            | NC           | Éliminé         | Éliminé |
| Soufiyan Bouqantar    | 5 000 mètres         | 13 min 56 s 55 | 18e   | NC            | NC           | Éliminé         | Éliminé |
| Abdelmajid El Hissouf | Marathon             | NC             | NC    | NC            | NC           | 2 h 20 min 29 s | 68e     |
| Rachid Kisri          | Marathon             | NC             | NC    | NC            | NC           | 2 h 21 min 00 s | 73e     |
| Soufiane El Bakkali   | 3 000 mètres steeple | 8 min 25 s 17  | 2e    | NC            | NC           | 8 min 14 s 35   | 4e      |
| Hamid Ezzine          | 3 000 mètres steeple | 8 min 27 s 69  | 5e    | NC            | NC           | DNF             | /       |
| Hicham Sigueni        | 3 000 mètres steeple | 8 min 27 s 82  | 7e    | NC            | NC           | Éliminé         | Éliminé |

### Femmes

#### Courses
| Athlètes              | Compétitions         | Série         | Série | Demi-finales  | Demi-finales | Finale        | Finale   |
| Athlètes              | Compétitions         | Temps         | Rang  | Temps         | Rang         | Temps         | Rang     |
| --------------------- | -------------------- | ------------- | ----- | ------------- | ------------ | ------------- | -------- |
| Rababe Arafi          | 800 mètres           | DNF           | /     | Éliminée      | Éliminée     | Éliminée      | Éliminée |
| Malika Akkaoui        | 800 mètres           | 2 min 00 s 52 | 4e    | Éliminée      | Éliminée     | Éliminée      | Éliminée |
| Rababe Arafi          | 1 500 mètres         | 4 min 06 s 63 | 4e    | 4 min 05 s 60 | 7e           | 4 min 15 s 16 | 12e      |
| Malika Akkaoui        | 1 500 mètres         | 4 min 07 s 42 | 5e    | 4 min 08 s 55 | 8e           | Éliminée      | Éliminée |
| Siham Hilali          | 1 500 mètres         | 4 min 13 s 46 | 9e    | Éliminée      | Éliminée     | Éliminée      | Éliminée |
| Koutar Boulaid        | Marathon             | NC            | NC    | NC            | NC           | DNF           | /        |
| Hayat Lambarki        | 400 mètres haies     | 1 min 00 s 83 | 6e    | Éliminée      | Éliminée     | Éliminée      | Éliminée |
| Fadwa Sidi Madane     | 3 000 mètres steeple | 9 min 32 s 94 | 11e   | NC            | NC           | Éliminée      | Éliminée |
| Salima El Ouali Alami | 3 000 mètres steeple | 9 min 44 s 83 | 10e   | NC            | NC           | Éliminée      | Éliminée |

## Canoë-kayak

### Slalom
|             | Compétition | Éliminatoires | Éliminatoires | Éliminatoires | Éliminatoires | Éliminatoires | Éliminatoires | Demi-finales  | Demi-finales  | Finale        | Finale        |
| Course 1    | Compétition | Rang          | Course 2      | Rang          | Total         | Rang          | Résultat      | Rang          | Résultat      | Rang          |               |
| ----------- | ----------- | ------------- | ------------- | ------------- | ------------- | ------------- | ------------- | ------------- | ------------- | ------------- | ------------- |
| Hind Jamili | K1 femmes   | 153 s 00      | 20            | 149 s 87      | 18            | 149 s 87      | 21            | Pas qualifiée | Pas qualifiée | Pas qualifiée | Pas qualifiée |

## Cyclisme

### Cyclisme sur route
| Athlète            | Compétition             | Temps           | Rang    |
| ------------------ | ----------------------- | --------------- | ------- |
| Mouhssine Lahsaini | Course en ligne hommes  | Abandon         | Abandon |
| Mouhssine Lahsaini | Contre-la-montre hommes | 1 h 25 min 11 s | 33e     |
| Anass Aït El Abdia | Course en ligne hommes  | 6 h 30 min 05 s | 47e     |
| Soufiane Haddi     | Course en ligne hommes  | Abandon         | Abandon |